# 納什沃克 (明尼蘇達州)
納什沃克（英語：Nashwauk，/ˈnæʃwɔːk/ NASH-wawk）是一個位於美國明尼蘇達州艾塔斯卡縣的城市。

## 人口
根據2020年美國人口普查的數據，納什沃克的面積為40.17平方千米，當中陸地面積為38.36平方千米，而水域面積為1.81平方千米。當地共有人口970人，而人口密度為每平方千米24人。